# Trigonotis mollis
Trigonotis mollis är en strävbladig växtart som beskrevs av Hemsley. Trigonotis mollis ingår i släktet Trigonotis och familjen strävbladiga växter. Inga underarter finns listade i Catalogue of Life.